# Mexalictus arizonensis
Mexalictus arizonensis is een vliesvleugelig insect uit de familie Halictidae. De wetenschappelijke naam van de soort is voor het eerst geldig gepubliceerd in 1978 door Eickwort.